# Justinien (général)
Ne doit pas être confondu avec Justinien.
Justinien (Iustinianus en latin, Ἰουστινιανός en grec, né après 525 et mort en 582) est un aristocrate et général byzantin, membre de la dynastie justinienne régnante. En tant que soldat, il s'est distingué dans les Balkans et dans l'est face aux Sassanides. Dans ses dernières années, il complote sans succès contre le régent puis empereur Tibère II Constantin.

## Origine et début de carrière militaire
Justinien est né à Constantinople peu de temps après 525. Il est le second fils de Germanus, cousin de l'empereur Justinien (r. 527-565). Il a un frère aîné, Justin, et une sœur, Justina, épouse du général Jean,,. 
Justinien prend son premier commandement militaire en 550 lorsqu'il accompagne son frère Justin et leur père Germanus dans une expédition contre les Ostrogoth d'Italie. Germanus meurt subitement en automne 550 avant même de quitter les Balkans où l'armée se rassemble,,. Justinien et son beau-frère Jean reçoivent alors l’ordre de se rendre à Salone (aujourd'hui en Croatie) en préparation d'une traversée vers l'Italie ou une marche vers la Vénétie. Jean commande l'armée jusqu'à ce que l'eunuque Narsès, nommé commandant-en-chef de l'expédition au début de l'année 551, arrive à Salone. Au début de l’année 552, Justinien mène une expédition contre les Slaves, qui pillaient l'Illyrie. Peu après, il est envoyé avec son frère Justin assister les Lombards face aux Gépides. Les deux frères sont cependant retenus par une révolte à Ulpiana et ne peuvent finalement pas aider les Lombards,,.

## Service dans l'est

Carte de la frontière byzanto-perse.

Aucune mention de Justinien n'est faite durant les 20 années suivantes. En 572, il est élevé au rang de patrice et nommé commandant en chef des forces dans le secteur nord-est de la frontière de l'Empire avec la Perse sassanide (magister militum per Armeniam). Là, il aide la rébellion des Ibères et des Arméniens contre les Sassanides, ce qui déclenche une guerre longue de vingt-deux ans entre Byzance et la Perse,. En 572, Justinien aide les forces arméniennes de Vardan II Mamikonian à défendre Dvin. Quand la forteresse tombe finalement, il participe à sa recapture plus tard dans l'année. À cause de frictions avec les Arméniens, il est rapidement rappelé à Constantinople,.
À la fin de l'année 574 ou au début de 575, il est nommé magister militum per Orientem et commandant général des forces byzantines dans l'est. Il entreprend à ce titre l'entraînement de nombreuses troupes nouvellement levées. Il réussit également à réconcilier l'Empire et le roi ghassanide al-Mundhir, restaurant la traditionnelle alliance de son peuple avec Byzance,. Une trêve de trois ans est rapidement signée pour le front mésopotamien, ne s'appliquant pas à l'Arménie.
En été 575 ou 576, Justinien ne parvient pas à bloquer l'avancée de l'armée perse conduite par le shah Khosrô Ier lui-même, à travers la Persarménie. Les Perses entrent alors en Cappadoce byzantine et marchent sur Césarée. Justinien réussit cependant à réunir une armée suffisante et bloque alors les cols montagneux menant à la ville. Khosrô se retire mais met à sac Sébaste,. Justinien poursuit alors le shah, et par deux fois arrive à le prendre en tenaille : la première fois, les Perses ne s'échappent qu'après avoir abandonné leur camp et leurs possessions aux Byzantins, alors que la seconde fois, ces derniers sont battus lors d'une attaque de nuit, rendue possible par des dissensions entre les commandants de l'armée, contre leur campement près de Mélitène. Les Perses prennent alors d'assaut et incendient Mélitène,. Justinien parvient à rattraper l'armée perse alors que celle-ci se prépare à traverser l'Euphrate. Les deux armées se font face en formation de bataille le jour suivant, près de Mélitène, mais ne s’affrontent pas. Les Perses tentent de profiter de la nuit pour traverser en secret le fleuve, mais les Byzantins découvrent leur plan et les attaquent pendant la traversée. Les rangs perses subissent de lourdes pertes, alors que les Byzantins amassent un important butin, incluant 24 éléphants de guerre envoyés à Constantinople,,.
L'hiver suivant, Justinien avance profondément dans le territoire perse, à travers l'Atropatène, et passe l’hiver avec son armée sur les côtes sud de la mer Caspienne. Il reste cependant incapable de reprendre le contrôle de la Persarménie,,. 
En 576/577, Justinien est battu par le général perse Tamkhosrau qui envahit l'Arménie. Tamkhusrau et le général Adarmahan mènent alors un important raid en Osroène, menaçant Constantine. Ils se retirent à l'approche d’une nouvelle armée byzantine sous le commandement de Justinien. Après ces multiples revers, le Caesar Tibère, régent de l'Empire, nomme le général Maurice magister militum per Orientem et lève Justinien de ses fonctions militaires,.

## Intrigue de cour

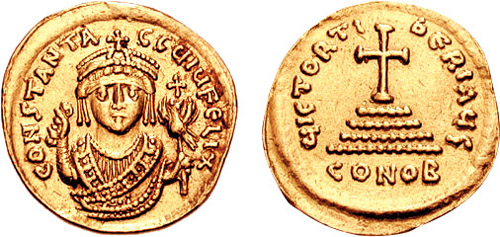
Solidus en or de l'empereur. Malgré ses multiples conspirations pour le renverser, l'empereur pardonna à Justinien.

Selon les récits de sources exclusivement occidentales, après son retour à la capitale, Justinien est impliqué dans une conspiration avec l'impératrice Sophie au sujet de la succession de son époux, l'empereur Justin II (r. 565–578), dont la santé se détériore rapidement. Ils tentent d’assassiner l'héritier de Justin, le Caesar Tiberius (futur Tibère II), afin de placer Justinien sur le trône. Tibère découvre le complot, et Justinien implore son pardon et offre 1 500 livres d’or comme signe de remords,,. Il complote cependant à nouveau entre 579 et 581 avec l’impératrice. Cette nouvelle conspiration est également découverte, et Justinien une nouvelle fois pardonné,. Il meurt en 582 à Constantinople,.

### Sources

#### Études
- (en) John Bagnell Bury, History of the Later Roman Empire : From the Death of Theodosius I to the Death of Justinian, Volume 2, Courier Dover Publications, 1958, 512 p. (ISBN 978-0-486-20399-7).
- (en) Geoffrey Greatrex et Samuel N. C. Lieu, The Roman Eastern Frontier and the Persian Wars (Part II, 363–630 AD), Londres, Routledge, 2002, 373 p. (ISBN 0-415-14687-9, lire en ligne).
- (en) Alexander Kazhdan (dir.), Oxford Dictionary of Byzantium, New York et Oxford, Oxford University Press, 1991, 1re éd., 3 tom. (ISBN 978-0-19-504652-6 et 0-19-504652-8, LCCN 90023208).
- (en) John Robert Martindale, Arnold Hugh Martin Jones et J. Morris, The Prosopography of the Later Roman Empire, Volume II : A.D. 395–527, Cambridge, UK, Cambridge University Press, 1980, 1342 p. (ISBN 978-0-521-20159-9, lire en ligne).
- (en) John R. Martindale, A.H.M. Jones et John Morris, The Prosopography of the Later Roman Empire, Volume III : AD 527–641, Cambridge University Press, 1992, 1626 p. (ISBN 978-0-521-20160-5, lire en ligne).
- (el) Evangelos Venetis, Encyclopaedia of the Hellenic World, Asia Minor, 2003, 728 p. (ISBN 978-0-19-504652-6, lire en ligne), « Ιουστινιανός ».